# Chacor (kibuc)
Chacor též Chacor Ašdod (hebrejsky חָצוֹר, v oficiálním přepisu do angličtiny Hazor Ashdod, přepisováno též Hatzor) je vesnice typu kibuc v Izraeli, v Jižním distriktu, v Oblastní radě Be'er Tuvja.

## Geografie
Leží v nadmořské výšce 44 metrů v pobřežní nížině, v regionu Šefela.
Obec se nachází 9 kilometrů od břehu Středozemního moře, cca 34 kilometrů jižně od centra Tel Avivu, cca 48 kilometrů západně od historického jádra Jeruzalému a 7 kilometrů východně od města Ašdod. Jihovýchodně od vesnice se rozkládá letecká základna Chacor. Chacor obývají Židé, přičemž osídlení v tomto regionu je etnicky převážně židovské.
Chacor je na dopravní síť napojen pomocí místní komunikace zaústěné do sousedního města Gan Javne.

## Dějiny
Chacor byl založen v roce 1937. Tehdy se utvořila zakladatelská osadnická skupina napojená na mládežnické sionistické hnutí ha-Šomer ha-ca'ir, která ovšem provizorně pobývala poblíž města Rišon le-Cijon a kvůli restrikcím na židovské kolonizační aktivity v závěru 30. let 20. století v tehdejší mandátní Palestině nemohla zřidit samostatnou osadu. Až roku 1943 se členové skupiny přemístili do nové osady Gvulot zbudované v poušti Negev. Roku 1946 pak zamířili do nynější lokality.
Vesnice se původně nazývala Kibuc Erecjisra'eli Gimel (קיבוץ ארצישראלי ג). Nynější jméno se odvozuje od starověkého židovského sídla Chasór, které je v tomto regionu zmiňované v biblické Knize Jozue 19,36 Oficiálně bývá nazýváno Chacor Ašdod (pro odlišení od stejnojmenného města v severním Izraeli, které bývá označováno jako Chacor ha-Glilit).
V průběhu existence kibucu rozšířili jeho řady členové dalších organizací hnutí ha-Šomer ha-ca'ir z USA, Kanady, Bulharska a Francie. Během války za nezávislost v roce 1948 tvořil kibuc frontovou linii mezi pozicemi izraelské armády a egyptských jednotek. Po válce byla oblast ovládnuta Izraelem a zároveň došlo k vysídlení většiny arabské populace, včetně arabské vesnice Jasur, jež se nacházela cca 2 kilometry východně odtud.
V roce 1956 byly poblíž kibucu objeveny zbytky stavebních památek z byzantského období (kostel z 5. století). Místní ekonomika je založena na zemědělství a průmyslu.

## Demografie
Podle údajů z roku 2014 tvořili naprostou většinu obyvatel v Chacor Židé (včetně statistické kategorie "ostatní", která zahrnuje nearabské obyvatele židovského původu ale bez formální příslušnosti k židovskému náboženství).
Jde o menší obec vesnického typu s dlouhodobě stagnující populací. K 31. prosinci 2014 zde žilo 531 lidí. Během roku 2014 populace stoupla o 3,9 %.
| Rok            | 1948 | 1961 | 1972 | 1983 | 1995 | 2001 | 2003 | 2004 | 2005 | 2006 | 2007 | 2008 | 2009 | 2010 | 2011 | 2012 | 2013 | 2014 |
| -------------- | ---- | ---- | ---- | ---- | ---- | ---- | ---- | ---- | ---- | ---- | ---- | ---- | ---- | ---- | ---- | ---- | ---- | ---- |
| Počet obyvatel | 285  | 455  | 483  | 582  | 575  | 540  | 571  | 535  | 539  | 545  | 587  | 590  | 486  | 482  | 513  | 512  | 511  | 531  |